# Highwood Pass
Highwood Pass är ett bergspass i Kanada.   Det ligger i provinsen Alberta, i den södra delen av landet, 2 900 km väster om huvudstaden Ottawa. Highwood Pass ligger 2 550 meter över havet.
Terrängen runt Highwood Pass är bergig västerut, men österut är den kuperad. Highwood Pass ligger uppe på en höjd. Trakten runt Highwood Pass är nära nog obefolkad, med mindre än två invånare per kvadratkilometer.. Det finns inga samhällen i närheten. 
Trakten runt Highwood Pass består i huvudsak av gräsmarker.